# Beneden-Rijnslenk

Kaart van de Beneden-Rijnslenk. Dwarsstreepjes geven de richting van afschuivingen aan.

De Beneden-Rijnslenk of het Beneden-Rijnbekken is een stelsel van horsten en slenken in de ondergrond van Noordwest-Europa, ontstaan door het langzaam uit elkaar bewegen van de aardkorst. De slenk vormt een zone die zich van het noordwesten tot het zuidoosten uitstrekt, ongeveer van de stad Bonn in Duitsland tot het Brabantse 's-Hertogenbosch.
De structuur is gevormd sinds het Laat-Oligoceen (25 miljoen jaar geleden) en is onderdeel van een groot Cenozoïsch stelsel van slenken dat dwars door Europa loopt. In het noordwesten gaat de Beneden-Rijnslenk over in het West-Nederlands Bekken, dat onder de Noordzee weer overgaat in het Breeveertien Bekken. In het zuidoosten loopt de structuur uit op het Rijnleisteenmassief (de Ardennen en Eifel). Bij de Eifel komen drie slenksystemen samen: vanuit het noordwesten de Beneden-Rijnslenk, vanuit het zuiden de Boven-Rijnslenk en vanuit het noorden de Leinedalslenk. Deze triple junction is gerelateerd aan het vulkanisme van de Eifel. 
De Beneden-Rijnslenk bestaat uit een systeem van horsten en slenken. De diepste en grootste slenk is de Roerdalslenk, die in het zuidwesten geflankeerd wordt door het Kempens Bekken. De begrenzende afschuivingen langs de Roerdalslenk, de Peelrandbreuk en de Feldbissbreuk, zijn beide actieve structuren waarlangs vaak aardbevingen voorkomen. Ten noordoosten van de Roerdalslenk liggen de Peelhorst (in het noorden) en de Erft-Scholle (in het zuiden), daarnaast ligt de kleinere Venloslenk.
Het Beneden-Rijnslenksysteem vormt een geologisch bekken gevuld met Neogene en Kwartaire sedimenten. In Duitsland wordt in deze sedimenten bruinkool gewonnen. De noordwest-zuidoost oriëntatie van de breuken in de ondergrond heeft de ligging van de rivieren in het gebied beïnvloed: de Rijn, Maas en de Roer volgen alle over delen van hun traject een door de breuken bepaald stroomdal.